# Wouter De Geest
Wouter Joseph Maria Oscar De Geest (Gent, 28 augustus 1954) is een Belgisch bedrijfsleider en bestuurder.

## Levensloop
Wouter De Geest studeerde rechten aan de Rijksuniversiteit Gent, waar hij afstudeerde in 1977.

### Carrière
Hij startte zijn beroepscarrière als advocaat aan de Gentse balie. In 1982 ging hij bij BASF Antwerpen als hoofd van de juridische dienst aan de slag. Later werd hij er personeelsdirecteur. In 1998 ging De Geest aan de slag op de hoofdzetel van BASF in Ludwigshafen, Duitsland, waar hij onder meer de beursintroductie op de New York Stock Exchange voorbereidde. In 2001 keerde hij terug naar de Antwerpse vestiging, waar hij in februari 2007 John Dejaeger als CEO opvolgde. Op 1 januari 2020 werd hij als topman van BASF Antwerpen door Jan Remeysen opgevolgd. De Geest bleef wel nog lid van de raad van bestuur van BASF Antwerpen.

### Bestuursmandaten
In 2009 volgde De Geest Carl Van Camp op als voorzitter van werkgeversorganisatie essenscia, de sectorfederatie van de chemische industrie. Deze functie oefende hij uit tot 2012, wanneer hij werd opgevolgd door Frank Coenen. In 2014 nam hij dit mandaat opnieuw op. Daarnaast stelde de Vlaamse regering-Peeters II hem als voorzitter van de Industrieraad Vlaanderen aan. Van november 2018 tot november 2022 was hij voorzitter van werkgeversorganisatie Voka. Als voorzitter van essenscia volgde Hans Casier hem op.
Voorts bekleedt hij bestuursmandaten bij De Vrienden van de Vlaamse Opera en het Antwerp Symphony Orchestra. Ook zetelt hij in de raad van bestuur van bouwgroep BESIX sinds 2018, bouwbedrijf Aertssen sinds 2020, rederij Exmar sinds 2020, de Port of Antwerp Bruges (sinds 2020) en chemiebedrijf Tessenderlo Chemie sinds 2021. Sinds 2020 is hij ook voorzitter van de raad van bestuur van technologiebedrijf Rombit.
De Geest was bestuurder van de Beheersmaatschappij Antwerpen Mobiel (2008-2018), krantenuitgever Concentra (2011-2018), de denktank Itinera (tot 2021), het Vlaams Economisch Verbond en het Ziekenhuis Netwerk Antwerpen.
Hij was een van de zes experts die als relancecomité de Vlaamse Regering moesten bijstaan bij de relance van de economie naar aanleiding van de coronacrisis.
Hij is honorair consul voor Duitsland in de provincie Antwerpen.